# Phragmatobia pulverulenta
Phragmatobia pulverulenta är en fjärilsart som beskrevs av Alphéraky 1889. Phragmatobia pulverulenta ingår i släktet Phragmatobia och familjen björnspinnare. Inga underarter finns listade i Catalogue of Life.